# Campeonato Paraense de Futebol de 1927
O Campeonato Paraense de Futebol de 1927 foi a 17.ª edição da principal divisão do futebol do Pará. Organizada pela Liga Paraense de Esportes Terrestres, a competição contou com a participação de seis clubes, todos sediados na capital Belém. O Paysandu sagrou-se campeão, conquistando seu 5º título estadual, enquanto o Remo ficou com o vice-campeonato.

## Participantes
| Equipe         | Cidade | Títulos (mais recente) | Part. |
| -------------- | ------ | ---------------------- | ----- |
| Amazônia       | Belém  | 0 (não possui)         | 1ª    |
| Brazil Sport   | Belém  | 0 (não possui)         | 14    |
| Maguary        | Belém  | 0 (não possui)         | 3     |
| Paysandu       | Belém  | 4 (1923)               | 13    |
| Remo           | Belém  | 10 (1926)              | 15    |
| União Sportiva | Belém  | 2 (1910)               | 17    |

## Premiação
| Campeonato Paraense de 1927  |
| Belém                        |
| ---------------------------- |
| Paysandu Campeão (5º título) |